# Scott Thomson (Schauspieler)

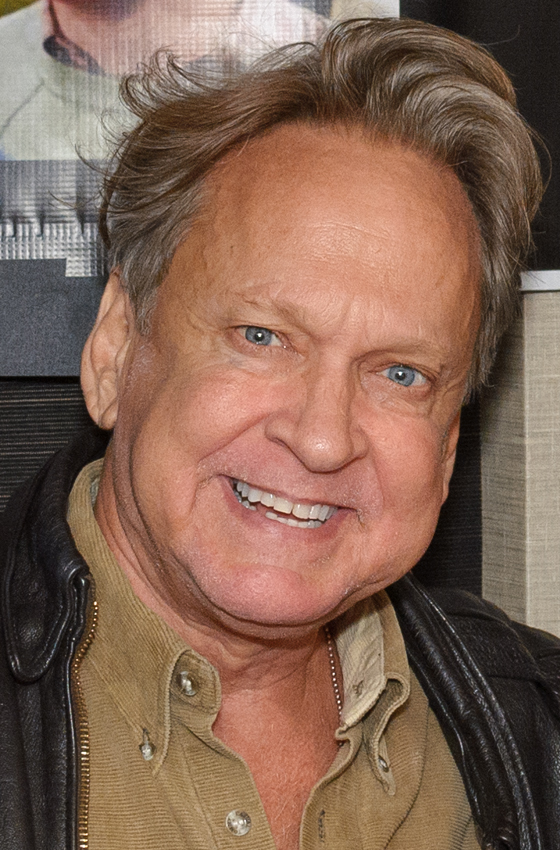
Scott Thomson, 2017

Scott Thomson (* 29. Oktober 1957 in Kalifornien) ist ein US-amerikanischer Schauspieler. Bekannt ist er durch seine Rolle des Chad Copeland in Police Academy – Dümmer als die Polizei erlaubt, Police Academy 3 – … und keiner kann sie bremsen und Police Academy 4 – Und jetzt geht’s rund.

## Karriere
Der in Kalifornien geborene Thomson begann 1981 in seinen ersten Film- und Fernsehproduktionen mitzuwirken. In der vor allem in den USA sehr populären Highschool-Komödie Ich glaub’, ich steh’ im Wald hatte er 1982 erstmals eine größere Rolle. Im Verlaufe der 1980er-Jahre konnte er einige Beteiligungen an bekannten Filmen vorweisen. In Police Academy – Dümmer als die Polizei erlaubt, Police Academy 3 – … und keiner kann sie bremsen und Police Academy 4 – Und jetzt geht’s rund spielt er jeweils die Rolle des Chad Copeland. Ende der 1980er Jahre spielte er in einer Episode der TV-Serien Hunter und Raumschiff Enterprise – Das nächste Jahrhundert mit. 2009 hatte er eine kleine Rolle in Ghost Whisperer – Stimmen aus dem Jenseits inne. In den 2010er-Jahren stand er nur noch sporadisch vor der Kamera.

## Filmografie
- 1977: Ein ausgekochtes Schlitzohr (Smokey and the Bandit)
- 1981: Palmerstown, U.S.A. (Fernsehserie, Folge 2x03)
- 1981: The Greatest American Hero (Fernsehserie, Folge 1x07)
- 1981: Jessica Novak (Fernsehserie, 3 Folgen)
- 1982: Der Killerparasit (Parasite)
- 1982: Ich glaub’, ich steh’ im Wald (Fast Times at Ridgemont High)
- 1982: T. J. Hooker (Fernsehserie, Folge 2x03)
- 1983: The Horror Star (Frightmare)
- 1983: Fantasy Island (Fernsehserie, Folge 6x18)
- 1984: Police Academy – Dümmer als die Polizei erlaubt (Police Academy)
- 1984: Johnny G. – Gangster wider Willen (Johnny Dangerously)
- 1985: Ghoulies
- 1986: Police Academy 3 – … und keiner kann sie bremsen (Police Academy 3: Back in Training)
- 1987: Police Academy 4 – Und jetzt geht’s rund (Police Academy 4: Citizens on Patrol)
- 1987: RoboCop
- 1988: Der Couch-Trip (The Couch Trip)
- 1988: Gar kein Sex mehr? (Casual Sex?)
- 1989: Die Bombe (Day One, Fernsehfilm)
- 1989: Hunter (Fernsehserie, Folge 6x02)
- 1989: Raumschiff Enterprise – Das nächste Jahrhundert (Star Trek: The Next Generation, Fernsehserie, Folge 3x08 Der Barzanhandel)
- 1990: Parker Lewis – Der Coole von der Schule (Parker Lewis Can’t Lose, Fernsehserie, Folge 1x01)
- 1993: Mein Vater – Mein Freund (Jack the Bear)
- 1993: Mr. Jones
- 1994: Future Shock
- 1994: Vorsicht Nachbarn (It Runs in the Family)
- 1994: Detektiv Hanks (The Cosby Mysteries, Fernsehserie, Folge 1x02)
- 1996: Twister
- 1996: Clueless – Die Chaos-Clique (Clueless, Fernsehserie, Folge 1x11)
- 1997: Circles
- 1998: Jack Frost
- 1999: Eve und der letzte Gentleman (Blast from the Past)
- 2000: Loser – Auch Verlierer haben Glück (Loser)
- 2002: Clockstoppers
- 2003–2004: Spaghetti Family (Fernsehserie, 26 Folgen, Sprechrolle)
- 2006: Assumption (Kurzfilm)
- 2007: Fawlty Tower Oxnard (Fernsehserie)
- 2008: Cherchez la femme (Kurzfilm)
- 2009: Big Love (Fernsehserie, Folge 3x06)
- 2009: Ghost Whisperer – Stimmen aus dem Jenseits (Ghost Whisperer, Fernsehserie, Folge 5x02)
- 2010: True Blood (Fernsehserie, Folge 3x12 Das Böse geht weiter)
- 2012: Night of the Living Dead 3D: Re-Animation
- 2012: Vamps – Dating mit Biss (Vamps)
- 2016: Greater